# Matthew Albert Hunter
Matthew Albert Hunter (Auckland, 1878 – Troy, 24 marzo 1961) è stato un ingegnere e metallurgista neozelandese.
Nel 1910 inventò il processo Hunter, primo metodo che permise di ottenere titanio metallico puro.

## Vita
Hunter nacque nel 1878 ad Auckland, in Nuova Zelanda. Dopo aver frequentato la Auckland Grammar School studiò presso la University of Auckland dove ottenne il diploma di Master of Science nel 1902. Conseguì poi il titolo di Doctor of Science all'University College (Londra) e studiò in varie altre università europee.
Si impiegò negli Stati Uniti nei laboratori di ricerca della General Electric e iniziò a studiare il titanio. Dopo la recessione del 1908, lasciò la General Electric e divenne professore di ingegneria elettrica presso il Rensselaer Polytechnic Institute a Troy (New York). Nel 1910 mise a punto il processo Hunter per ottenere titanio metallico. Hunter pensava che il titanio metallico avrebbe avuto un punto di fusione molto elevato, che lo avrebbe reso utile a sostituire i filamenti di carbonio usati a quel tempo nelle lampadine elettriche. Risultò invece che il titanio non aveva un punto di fusione abbastanza elevato per usarlo nelle lampadine, ma Hunter trovò altre proprietà utili di quel metallo.
Hunter diresse per cinque anni il dipartimento di ingegneria elettrica. Contribuì a fondare del dipartimento di ingegneria metallurgica e lo diresse dal 1935 al 1947; nel 1943 diventò preside della facoltà.
Morì nel 1961 all'età di 82 anni.

## Riconoscimenti
Il Rensselaer Polytechnic Institute gli conferì nel 1949 un dottorato onorario, e nel 1951 istituì il premio Matthew Albert Hunter in ingegneria metallurgica, che viene conferito annualmente. Nel 1959 l'America Society for Metals gli conferì la Medaglia d'oro per onorare una vita dedicata all'insegnamento della metallurgia e dell'ingegneria.

## Processo Hunter
Il processo Hunter fu il primo metodo che permise di ottenere titanio metallico puro. Il titanio, scoperto da William Gregor nel 1791, si rivelò molto difficile da isolare. Nel 1887 Lars Fredrik Nilson e Otto Pettersson riuscirono ad ottenerlo puro al 95% riducendo il tetracloruro di titanio con sodio in un cilindro di acciaio inossidabile a tenuta d'aria. Nel 1895 Henri Moissan lo ottenne puro al 98% riducendo diossido di titanio con carbone in una fornace elettrica. Nel 1910 Hunter produsse titanio puro al 99,9% col metodo che divenne noto come processo Hunter.
Il processo inizia dalla preparazione di una miscela di rutilo (un minerale composto da diossido di titanio, TiO2), cloro e coke. Trattando la miscela ad alta temperatura, il coke serve come fonte di carbonio per fissare l'ossigeno del TiO2, e si ottiene tetracloruro di titanio, TiCl4, e diossido di carbonio, CO2:
TiO2(s) + 2Cl2(g) + C(s) → TiCl4(l) + CO2(g)
Nel secondo passaggio, che costituisce il processo Hunter vero e proprio, il tetracloruro di titanio è ridotto con sodio per formare titanio metallico. A differenza di Nilson e Pettersson, Hunter usò tetracloruro di titanio molto puro e ottenne titanio puro al 99,9%. La riduzione avveniva in una bomba di acciaio inossidabile a tenuta d'aria, alla temperatura di 700–800 °C:
TiCl4(l) + 4Na(l) → 4NaCl(l) + Ti(s)
Questa reazione è pericolosa sia perché utilizza sodio elementare, sia perché avviene in modo esplosivo. Molti degli esperimenti di Hunter furono condotti sul campo di calcio del campus dell'università.
La pericolosità del processo Hunter e la sua scarsa efficienza lo rendono inadatto a produrre grandi quantità di titanio. La produzione di titanio rimase una curiosità di laboratorio finché dopo il 1940 non fu introdotto il processo Kroll, molto più efficiente.